# Ден (фараон)
Ден (Удиму) е четвъртият фараон от Първа династия на Древен Египет (или пети ако се включва и Нармер). Син е на царица Мернейт.
Управлява около 2950 пр.н.е. Личното име на Ден, известно от Абидоския списък като Сепати, а Манефон го чете и предава по гръцки като Усефай.
Интересно, че именно Ден, а не предполагаемия обединител на Египет Хор-Аха (Менес) или предшественика на Ден – Джер и Джет за първи път е изобразен да носи двойна корона – бяла и червена (символите на Горен и Долен Египет) и титлата „Цар на Горен и Долен Египет“ („цар (и) господар“ – инсибиа). Подът на неговата гробница в Umm el-Qa'ab в Абидос, Египет е направен от червен и бял гранит, за първи път в Египет е бил използван този твърд камък като строителен материал.

## Семейство
Съпругите на Ден са Сешеметка, Семет, Серетор и вероятно Куайнет;

## Управление
Според изследване на Палермския камък Ден е управлявал поне „32 пълни или непълни години.“ Изглежда се е качил на трона като дете и управлението на неговата майка Мернейт (вероятно като фараон) е било по-скоро регентство като той достигне възраст. Живял е достатъчно дълго, за да се радва на втория фестивал Сед, което предполага управление от поне 33 или 34 години.